# Resolució 970 del Consell de Seguretat de les Nacions Unides
La Resolució 970 del Consell de Seguretat de les Nacions Unides fou adoptada el 12 de gener de 1995. Després de reafirmar totes les resolucions sobre la situació a Bòsnia i Hercegovina, en particular la Resolució 943 (1994) quant al tancament de la frontera entre la República Federal de Iugoslàvia (Sèrbia i Montenegro) i Bòsnia i Hercegovina, el Consell va decidir suspendre les mesures en aquesta resolució per un altre període de 100 dies.
El Consell de Seguretat va acollir amb beneplàcit els passos que va adoptar Sèrbia i Montenegro per mantenir el tancament de la seva frontera amb Bòsnia i Hercegovina. Va ser important que les fronteres es mantinguessin tancades i qualsevol violació d'aquest tancament fos castigat, observant que les parts de la Resolució 757 (1992) es mantinguessin en vigor.
Es van reafirmar els requisits de la Resolució 820 (1993), indicant que la importació, l'exportació i el transbord a través de les Àrees Protegides de les Nacions Unides a Croàcia i les zones de Bòsnia i Hercegovina sota el control dels serbis de Bòsnia haurien estat aprovades pels governs d'ambdós països, excepte l'ajuda humanitària. Es va instar a adoptar procediments simplificats al Comitè del Consell de Seguretat establert a la Resolució 757 (1992) relatiu a les sol·licituds d'assistència humanitària del Comitè Internacional de la Creu Roja i l'Alt Comissionat de les Nacions Unides per als Drets Humans i altres organitzacions.
Es va demanar al Secretari General Boutros Boutros-Ghali que informés al Consell cada 30 dies sobre si Sèrbia i Montenegro implementaven eficaçment el tancament de la frontera i que, si no, la suspensió de les restriccions i d'altres mesures seria rescindida en un termini de 5 dies hàbils. El Consell va concloure afirmant que mantindrà la situació sota revisió.
Rússia es va abstenir en la votació de la Resolució 970, que va ser per aprovada pels altres 14 membres del Consell.